# Amicale Française
La asociación francesa fue un ex equipo de fútbol mexicano que jugó en la Primera Fuerza previo a la profesionalización y desarrollo de la primera división mexicana . El club fue fundado en 1915.

## Historia
L'Amicale Française fue fundada en 1919 por los inmigrantes franceses que vivían en la Ciudad de México . Al club no se le permitió participar en la liga hasta el torneo de 1914-1915. El club solo participó en ese torneo, disputando 10 partidos con un récord de 2 victorias, 3 empates y 5 derrotas, anotando 10 goles y permitiendo 10, finalizando en el 5° lugar con 7 puntos. El club se vino abajo porque muchos jugadores regresaron a Francia para defender su tierra natal. Emilio Spittalier, exjugador y cofundador del club que originalmente había emigrado a México en 1910, regresó después de luchar en Francia y ayudó a revivir el club. El club jugó un torneo más en 1920-21 en el Campeonato del Centenario, para celebrar el centenario de la Independencia. El club llegaría a semifinales donde perdió ante el Asturias FC por 5-3 en los partidos disputados los días 16 y 18 de septiembre. El club lucharía durante algunos años hasta 1924, cuando se disolvió. Muchos de los jugadores franceses fueron transferidos a los clubes rivales México FC y Germania FV .

### Primera Fuerza
| Año     | Pos. | GF | G | E | P | GS | DG | PTS |
| ------- | ---- | -- | - | - | - | -- | -- | --- |
| 1914-15 | 10   | 2  | 3 | 5 | 6 | 10 | 13 | 7   |